# Songs from a Secret Garden
Songs from a Secret Garden — дебютный студийный альбом дуэта Secret Garden, вышедший в 1996 году.

## Об альбоме
Победа на конкурсе Евровидение в 1995 году подтолкнула музыкантов к записи своего первого альбома. Сотрудниками звукозаписывающих компаний PolyGram и Philips Classics было принято решение сделать музыку Secret Garden известной не только в Норвегии, но и во всем мире. Альбом был выпущен в большинстве европейских стран, а также в США, Канаде, Австралии, Мексике, Гонконге, Китае и Южной Корее. Это стало историческим событием в истории норвежских звукозаписывающих компаний, поскольку альбом разошёлся рекордными для страны тиражами — всего в мире было продано более миллиона копий альбома. В Норвегии и Южной Корее альбом стал платиновым.

## Список композиций
1. «Nocturne» — 3:11
2. «Pastorale» — 3:47
3. «Song from a Secret Garden» — 3:34
4. «Sigma» — 3:05
5. «Papillon» — 3:22
6. «Serenade to Spring» — 3:12
7. «Atlantia» — 2:56
8. «Heartstrings» — 3:22
9. «Adagio» — 2:51
10. «The Rap» — 2:31
11. «Chaconne» — 3:25
12. «Cantoluna» — 3:29
13. «Ode to Simplicity» — 3:53
14. «I Know a Rose Tree» — 5:04